# Seimatosporium ribis-alpini
Seimatosporium ribis-alpini är en svampart som först beskrevs av Fautrey, och fick sitt nu gällande namn av Shoemaker & E. Müll. 1964. Seimatosporium ribis-alpini ingår i släktet Seimatosporium och familjen Amphisphaeriaceae.   Inga underarter finns listade i Catalogue of Life.